# عبد الصمد (كهن آباد)
عبد الصمد (بالفارسية: عبدالصمد) هي منطقة سكنية تقع في إيران في قسم کهن أباد الريفي.